# Cantón de Rabastens-de-Bigorre
El cantón de Rabastens-de-Bigorre era una división administrativa francesa, que estaba situada en el departamento de Altos Pirineos y la región de Mediodía-Pirineos.

## Composición
El cantón estaba formado por veinticuatro comunas:
- Ansost
- Barbachen
- Bazillac
- Bouilh-Devant
- Buzon
- Escondeaux
- Gensac
- Lacassagne
- Laméac
- Lescurry
- Liac
- Mansan
- Mingot
- Monfaucon
- Moumoulous
- Peyrun
- Rabastens-de-Bigorre
- Saint-Sever-de-Rustan
- Sarriac-Bigorre
- Ségalas
- Sénac
- Tostat
- Trouley-Labarthe
- Ugnouas

## Supresión del cantón de Rabastens-de-Bigorre
En aplicación del Decreto n.º 2014-242 de 25 de febrero de 2014, el cantón de Rabastens-de-Bigorre fue suprimido el 22 de marzo de 2015 y sus 24 comunas pasaron a formar parte del nuevo cantón de El Valle del Adour-Rustan de Madiran.